# Каракол
Каракол (на португалски: Caracol) е водопад в Южна Бразилия, край град Канела, щат Риу Гранди ду Сул. Разположен е сред гъста гора в едноименния щатски парк. Водопадът е с височина 131 метра и е посещаван от голям брой туристи. За тази цел е изградено стълбище с 927 стъпала, достигащо до долния му край.